# Veine hémi-azygos
La veine hémi-azygos naît de l'union de deux racines : une latérale et une médiale. La racine latérale est formée par la réunion de la 12e veine intercostale gauche et de la veine lombale ascendante gauche, tandis que la racine médiale provient d'une anastomose entre la veine rénale gauche et la veine lombale postérieure gauche : on parle d'arc réno-azygo-lombaire.Trajet :
Elle monte sur le flanc gauche de la colonne vertébrale et au niveau TH7-TH8 vient se drainer dans la veine azygos. À ce niveau également se jette dans la veine azygos la veine hémi-azygos accessoire qui draine les veines intercostales postérieures gauche de 4 à 8. Les trois premières veines intercostales postérieures gauches sont quant à elles drainées par la veine intercostale supérieure gauche.
Elle chemine en arrière de l'aorte et du conduit thoracique. 
Collatérales :
- les veines intercostales postérieures gauches 9, 10 et 11
- les veines phréniques supérieures
- les veines œsophagiennes et médiastinales
- les veines péricardiques